# Il nostro amico Charly
Il nostro amico Charly (titolo originale: Unser Charly) è una serie televisiva tedesca, ideata da Christine Rohls ed Axel Witte e prodotta da Grundy UFA TV Produktions/ZDF dal 1995 al 2012.
La serie è andata in onda in Germania per 16 stagioni, nella primavera del 2010 è stata girata la 16ª stagione, che è stata annunciata come quella conclusiva.
Tra i protagonisti del telefilm, figurano Ralph Schicha, Ralf Lindermann, Mike Zobrys, Karin Kienzer, Nicola Tiggeler, Saskia Valencia, Regina Lemnitz e Aurelio Malfa (scomparso nel 2004).
In Germania, la prima puntata della serie andò in onda sulla ZDF il 27 dicembre 1995. In Italia, la serie è stata trasmessa per la prima volta su Rai 2 nel 1999; repliche sono andate in seguito in onda su Rai 2 e su Rai Gulp e su Rai Premium fu trasmessa nel gennaio 2017. Il primo episodio, intitolato Un nuovo amico, fu trasmesso per l'ultima volta dalla Rai nel 2005.
In Germania, la serie ha subito sovente le critiche da parte del partito dei Verdi e dell'ente per la protezione degli animali (che ne hanno sempre auspicato la chiusura) per l'utilizzo di giovani scimpanzé nel ruolo di Charly.

## Trama
Protagonista della serie, ambientata a Berlino, è la famiglia Martin, composta dal dott. Philipp Martin (Ralph Schicha), un veterinario, dalla moglie Michaela (Karin Kienzer/Nicola Tiggeler) e dai figli Oliver (Mike Zobrys) e Sandra.
Alla famiglia si aggiunge un giorno un nuovo membro, uno scimpanzé di nome Charly, che combinerà vari guai, aiutando d'altra parte i personaggi umani in svariate occasioni. Dopo la morte del dott. Martin, avvenuta in un incidente in montagna, il suo posto in ambulatorio viene rilevato dal dott. Max Henning (Ralf Lindermann), che ben presto si innamorerà, ricambiato, di Michaela Martin.
Dopo la morte di quest'ultima, che nel frattempo era diventata la signora Henning, Max si rifà una vita con Maren Waldner (Saskia Valencia), di professione avvocato. Quest'ultima ha due figli da un precedente matrimonio: Gregor (Gary Bestla) e Conny (Franziska Heyder). Successivamente muore anche Rodolfo (Aurelio Malfa), marito di Charlotte (Regina Lemnitz), collaboratrice di Max.
Dalla 14ª stagione, Max interrompe la relazione con Maren per trasferirsi nella campagna vicino a Potsdam ed aprire una clinica veterinaria assieme a Charlotte. Qui Max affiancherà la dott. Katharina Hauser (Ursula Buschhorn), di cui in seguito finirà per innamorarsi. Viene rivoluzionato anche il cast: infatti, oltre al dottore e a Charlotte, dei "vecchi" personaggi resterà solo la signora Hoppe (la colf).

## Interpreti di Charly
- Per interpretare Charly, sono stati utilizzati nel corso degli anni almeno 11 diversi scimpanzé[4]
- Gli scimpanzé che hanno interpretato il ruolo di Charly sono stati addestrati da Steve Martin[4]
- Per l'addestramento degli scimpanzé utilizzati per interpretare Charly, è stato creato, nel terreno di proprietà della casa di produzione, la Phoenix Film, uno spazio apposito, simile ad uno zoo[4]

## Episodi
| Stagione                 | Episodi | Prima TV Germania | Prima TV Italia |
| ------------------------ | ------- | ----------------- | --------------- |
| Prima stagione           | 5       | 1995-1996         |                 |
| Seconda stagione         | 13      | 1996-1997         |                 |
| Terza stagione           | 14      | 1997-1998         |                 |
| Quarta stagione          | 16      | 1998-1999         |                 |
| Episodio speciale        | 1       | 1999              |                 |
| Quinta stagione          | 15      | 2000              |                 |
| Sesta stagione           | 15      | 2000-2001         |                 |
| Settima stagione         | 15      | 2001-2002         |                 |
| Ottava stagione          | 13      | 2003              |                 |
| Nona stagione            | 13      | 2004              |                 |
| Decima stagione          | 13      | 2004-2005         |                 |
| Undicesima stagione      | 13      | 2006              |                 |
| Dodicesima stagione      | 13      | 2007              |                 |
| Tredicesima stagione     | 13      | 2008              | 23 luglio 2011  |
| Quattordicesima stagione | 13      | 2009-2010         | 8 agosto 2011   |
| Quindicesima stagione    | 15      | 2010              | 21 agosto 2011  |
| Sedicesima stagione      | 21      | 2012              |                 |